# NGC 570
NGC 570 je galaksija u zviježđu Kit.

## Vanjske poveznice
- SEDS: NGC 0570